# تاريخ مالاوي
يغطي تاريخ مالاوي المنطقة الحالية لدولة مالاوي. كانت المنطقة جزءًا من إمبراطورية مارافي (كانت مارافي مملكة تمتد على الحدود الحالية لمالاوي وموزمبيق وزامبيا في القرن السادس عشر). في العصر الاستعماري، كانت الأراضي تحت حكم البريطانيين، حيث كانت تعرف في البداية باسم أفريقيا الوسطى البريطانية ولاحقًا نياسالاند. أصبحت جزءًا من اتحاد روديسيا ونياسالاند. حصلت الدولة على استقلال كامل باسم مالاوي في عام 1964. بعد الاستقلال، حكم هاستينغز باندا مالاوي كدولة حزب واحد حتى عام 1994.

## قبل التاريخ
في عام 1991، اكتشف فك بشري قديم بالقرب من قرية أوراها يعود عمره إلى ما بين 2.3 و2.5 مليون سنة. عاش البشر الأوائل في محيط بحيرة مالاوي قبل 50,000 إلى 60,000 سنة. أظهرت بقايا بشرية في موقع يعود تاريخه إلى حوالي 8000 قبل الميلاد صفات جسدية مشابهة للشعوب الحية اليوم في منطقة القرن الأفريقي. في موقع آخر، يعود تاريخه إلى 1500 قبل الميلاد، تمتلك البقايا صفات تشبه شعب السان. ربما كانوا مسؤولين عن الرسومات الصخرية المكتشفة جنوب ليلونغوي في تشنشيريري ومفونزي. وفقًا لأسطورة شيوا، كان أول الناس في المنطقة عرقًا من الرماة الأقزام الذين يُعرفون باسم أكافولا أو أكاومبوي. دخل الناطقون بالبانتو المنطقة خلال القرون الأربعة الأولى من الحقبة العامة، مستقدمين استخدام الحديد والزراعة بالقطع والحرق. أدت موجات توطن البانتو اللاحقة بين القرنين الثالث عشر والخامس عشر إلى تهجير أو استيعاب شعب البانتو وما قبل البانتو السابقين.

## مملكة مارافي

مملكة مارافي في أقصى اتساع لها نحو 1640.

يُعتقد أن اسم مالاوي مشتق من كلمة مارافي. كان شعب إمبراطورية مارافي من عمال الحديد. يسود الظن أن معنى كلمة مارافي هو «ألسنة اللهب»، وقد يكون هذا قد نشأ من منظر العديد من الأفران التي أضاءت السماء ليلًا. تأسست سلالة حاكمة عرفت باسم إمبراطورية مارافي من قبل شعب الأمارافي في أواخر القرن الخامس عشر. هاجر الأمارافي، الذين عرفوا فيما بعد بالشيوا (كلمة قد تكون مشتقة من مصطلح يعني «الأجنبي»)، إلى مالاوي من منطقة جمهورية الكونغو الديمقراطية الحديثة هربًا من الاضطرابات والأمراض. هاجم الشيوا شعب الأكافولا، الذين لم يعودوا موجودين.
في نهاية المطاف، شملت إمبراطورية مارافي معظم مالاوي الحديثة، بالإضافة إلى أجزاء من موزمبيق وزامبيا الحديثتين، وقد بدأت هذه الإمبراطورية على الشواطئ الجنوبية الغربية لبحيرة مالاوي. ترأس الكالونجا الإمبراطورية خلال توسعها (الذي يُكتب أيضًا كارونجا). حكم الكالونجا من مقره في مانخامبا. تحت قيادة الكالونجا، عين نواب الرؤساء لاحتلال وإخضاع المناطق الجديدة. بدأت الإمبراطورية في الانحدار خلال أوائل القرن الثامن عشر عندما أدى القتال بين نواب الرؤساء وتجارة العبيد المتنامية إلى إضعاف سلطة إمبراطورية مارافي.

## التجارة والغزوات

### التأثير البرتغالي
في البداية، اعتمد اقتصاد إمبراطورية مارافي إلى حد كبير على الزراعة، وخاصة إنتاج الدخن والذرة الرفيعة. خلال عهد إمبراطورية مارافي، وفي مرحلة ما خلال القرن السادس عشر، حصل أول اتصال بين الأوروبيين وشعب مالاوي. تحت حكم إمبراطورية مارافي، كان لدى الشيوا وصول إلى ساحل موزمبيق الحديث. عبر هذه المنطقة الساحلية، تاجر الشيوا العاج والحديد والعبيد مع البرتغاليين والعرب. تعززت التجارة بفضل اللغة المشتركة، الشيوا (نيانجا)، التي استخدمت في جميع أنحاء إمبراطورية مارافي.
في عام 1616، سافر التاجر البرتغالي غاسبار بوكارو عبر ما يُعرف الآن بمالاوي، كاتبًا أول تقرير أوروبي عن البلاد وشعبها. كان البرتغاليون مسؤولين عن إدخال الذرة إلى المنطقة. مرور الوقت، حلت الذرة محل الدخن الهندي بوصفها غذاءًا أساسيًا في نظام الطعام الملاوي. تاجرت القبائل الملاوية العبيد مع البرتغاليين. أُرسل هؤلاء العبيد بشكل رئيسي للعمل في مزارع البرتغاليين في موزمبيق أو إلى البرازيل.

### نغوني
بدأ انحدار إمبراطورية مارافي نتيجة دخول مجموعتين قويتين إلى منطقة مالاوي. في القرن التاسع عشر، وصل شعب الأنغوني أو النغوني وزعيمهم زوانجيندابا من منطقة ناتال في جنوب أفريقيا الحديثة. كان الأنغوني جزءًا من هجرة عظيمة، تُعرف باسم المفيكاني، للأشخاص الهاربين من زعيم إمبراطورية الزولو، شاكا زولو. استقر شعب النغوني بشكل رئيسي فيما يُعرف اليوم بوسط مالاوي؛ وبشكل خاص في نتشيو وأجزاء من منطقة ديدزا. تابعت بعض المجموعات طريقها شمالًا؛ داخلة إلى تنزانيا واستقرت حول بحيرة فيكتوريا. مجموعات فرعية انفصلت وتوجهت مرة أخرى إلى الجنوب؛ حيث استقرت في شمال مالاوي الحديثة، وبشكل خاص في منطقة مزيمبا، حيث اختلطت مع مجموعة مهاجرة أخرى قادمة من عبر بحيرة مالاوي تُعرف باسم الباولوكا. من الواضح أن المفيكاني كان له تأثير كبير على جنوب أفريقيا. تبنى الأنغوني تكتيكات شاكا العسكرية لإخضاع القبائل الأصغر، بما في ذلك مارافي، التي وجدوها في طريقهم. داهمت جيوش النغوني الشيوا (المعروفين أيضًا بأشيوا) من مناطق صخرية، وعملت على نهب الطعام والثيران والنساء. أدرج الشبان كقوات قتالية جديدة، بينما تحول الرجال الأكبر سنًا إلى عبيد منزليين و/أو بيعهم لتجار العبيد العرب الذين عملوا من منطقة بحيرة مالاوي.
كانت الياو المجموعة الثانية التي استلمت السلطة في ذلك الوقت. كان الياو أغنى وأكثر استقلالية من الماكوا. جاءوا إلى مالاوي من شمال موزمبيق إما للهروب من الصراع مع الماكوا، الذين أصبحوا أعداءهم، أو للاستفادة من تجارة العبيد والعاج مع العرب من زنجبار والبرتغاليين والفرنسيين. إلأا أنهم عندما هاجروا إلى مالاوي في القرن التاسع عشر، بدأوا في شراء العبيد من الشيوا والنغوني. تشير روايات إلى أن الياو قد هاجموا أيضًا هؤلاء لأسر الأسرى الذين باعوهم فيما بعد كعبيد.
بحلول الوقت الذي قابل فيه ديفيد ليفينغستون الياو في رحلاته، مسجلًا ممارستهم للعبودية، كانوا يتاجرون مع الروزي في زيمبابوي، ومع البيسا على نهر لوانجوا في زامبيا الحديثة، وحتى مع الكونغو والساحل الشرقي. استلزمت رحلاتهم الواسعة التجار والحرفيين المتعلمين، الذين كانوا بطبيعة الحال ماهرين في استخدام الأبجدية العربية. الحرفيون السفن الشراعية للسفر في البحيرة، وأنشأ الفلاحون أنظمة الري لزراعة الأرز، وأسس أعضاء بارزون في المجتمع المدارس الدينية والداخلية. كان الياو أول مجموعة، ولفترة طويلة، المجموعة الوحيدة التي استخدمت الأسلحة النارية، التي اشتروها من الأوروبيين والعرب، في النزاعات مع قبائل أخرى، بما في ذلك الماكولولو الذين هاجروا من جنوب أفريقيا بعد أن هجرهم شعب الزولو.
بحلول ستينيات القرن التاسع عشر، اعتنق الياو الإسلام. يُنسب الفضل في اعتناقهم عادةً إلى العلاقات التي نشأت خلال رحلاتهم التجارية، وخاصة تلك المتجهة إلى سلطنة كلوة وزنجبار. بدأت عملية التحول قبل الأربعينيات من القرن التاسع عشر، وذلك حسب روايات سليم بن عبد الله، الذي يُعرف أكثر باسم جمبي نخوتاكوتا. على الرغم من أن الياو لم يكونوا وثنيين قبل الإسلام، إلا أنهم آمنوا بالرب الذي يمكن الوصول إليه من خلال شفاعة أرواح الأجداد. من ميزات اعتناقهم الإسلام، استخدم الياو الشيوخ من السواحيلية والعرب من الساحل الذين عززوا القراءة والكتابة وأسسوا المساجد؛ أسس الشيخ مبوندا في مانجوتشي ما يقرب من اثنتي عشرة مدرسة دينية قبل وصول المبشرين المسيحيين في عام 1875. كانت كتاباتهم بالسواحيلية التي أصبحت لغة تواصل مشترك من عام 1870 حتى ستينيات القرن العشرين.